# Erysimum forrestii
Erysimum forrestii är en korsblommig växtart som först beskrevs av William Wright Smith, och fick sitt nu gällande namn av Adolf Polatschek. Erysimum forrestii ingår i släktet kårlar, och familjen korsblommiga växter. Inga underarter finns listade i Catalogue of Life.